# Cowden, Illinois
Cowden là một làng thuộc quận Shelby, tiểu bang Illinois, Hoa Kỳ. Năm 2010, dân số của làng này là 629 người.

## Dân số
Dân số qua các năm:
- Năm 2000: 612 người.
- Năm 2010: 629 người.